# 楚马要塞
楚马要塞（Chumar bunkers），是印度的印-藏边防警察部队在中国西藏自治区阿里地区札达县楚鲁松杰乡的支普齐（Chepzi）-楚木惹三角地建立的地堡群。这个争议区属于中印边境争议地区的西段之西藏段，与印占拉达克地区为邻。目前该地由中国控制，碉堡群亦已被拆除。
“楚马”，又译作“楚玛尔”，在中国地图上标注为“楚木惹”，印度的地图上标注为“Chumar”或“Chumur”。楚木惹三角高地示意图：